# Gérard Ier de Looz
Pour les articles homonymes, voir Gérard Ier.
Gérard Ier de Looz, fut comte de Looz en 1101. Il était fils d'Arnoul Ier, comte de Looz, et d'Aleyd de Diest.
Ce comte, qui n'est pas toujours mentionné par les historiens du comté de Looz, est mentionné dans une charte de l'empereur Henri IV concernant la restitution du village d'Andenne faite par le comte Albert III de Namur à l'abbaye d'Andenne. Il n'est plus cité par la suite et dès 1103, le comte de Looz qui lui succède se prénomme Arnoul.
La Biographie Nationale de Belgique en avait conclu, dans un article de 1866, à la mort du comte Arnoul Ier entre 1098 et 1101, auquel succède son fils aîné Gérard Ier, puis son fils cadet Arnoul II. Mais ces conclusions ne sont pas suivies, et les historiens actuels s'accordent sur 1126 comme date de décès d'Arnoul Ier.
Reste la charte de 1101 mentionnant le comte Gérard de Looz, qui peut s'expliquer de plusieurs manières :
- Gérard, en tant que fils aîné, a pu être associé au gouvernement du comté du vivant de son père ;
- Arnoul Ier a pu se croiser entre 1098 et 1101[1], confiant le comté à son fils, pour revenir entre 1101 et 1103.

Gérard ne s'est pas marié et est mort avant son père, si bien qu'à la mort de ce dernier en 1126, c'est son frère Arnoul II qui lui succède.

## Source
- J-J. Thonissen, « Arnoul Ier » et « Arnoul II », Académie royale de Belgique, Biographie nationale, vol. 1, Bruxelles, 1866 [détail des éditions], p. 447.